# Olga Tokarczuk
Olga Nawoja Tokarczuk [ɔlga tɔˈkart͡ʂuk] (n. 29 ianuarie 1962, Sulechów, Voievodatul Lubusz, Polonia) este o psihologă și scriitoare poloneză. În anul 2019 i-a fost decernat Premiul Nobel pentru Literatură pe anul 2018. Este laureată a Premiului Literar Nike (2008) 

## Biografie
Olga Tokarczuk a fost crescută în Sulechow, ulterior venind cu părinții în Kietrz, unde a terminat liceul C.K. Norwid.
Înainte de cariera de scriitor, Tokarczuk a studiat psihologia la Universitatea din Varșovia din 1980. În timpul studiilor a lucrat ca voluntar într-o casă pentru adolescenți cu probleme de comportament. După absolvirea în 1985, s-a mutat la Wrocław și mai târziu la Wałbrzych, unde a început să lucreze ca terapeut, în centrul de sănătate mintală din Wałbrzych. După ce primele opere literare și-au câștigat popularitatea, a renunțat să mai lucreze și după ce s-a mutat în Nowa Ruda s-a consacrat scrisului. În prezent locuiește în Krajanów în apropierea orașului Nowa Ruda, în Sudet; peisajul și cultura acestor împrejurimi apar în câteva dintre operele sale. Predă versuri și proză pentru Studiul Literar- Artistic la Universitatea Jagiellonă din Cracovia. Din 1998, locuiește într-un sat mic. Krajanów, lângă Nowa Ruda. De aici și-a condus propria editură Ruta, câțiva ani înainte de a se dedica în întregime scrisului.
A fost coorganizatorul Festivalului de Povești, în timpul căruia autori de scurte forme literare din Polonia și străinătate își prezintă operele. Din 2008 își continuă activitatea literară la Universitatea Opole. Olga Tokarczuk face parte din partidul Zieloni 2004 și este membră a redacției „Critica politică”.

## Opera și premii
Distinsă cu câteva premii, cum ar fi Premiul Asociației Poloneze a Editorilor de carte, Premiul Fundației Kościelski (1997), Pașaportul Politicii precum și câteva nominalizări la Premiul Literar NIKE, de patru ori laureată a premiului Cititorilor NIKE. În 2008 este recompensată pentru prima dată cu acest premiu de către juriu.
A debutat în 1979 în revista „Na przelaj”, unde sub pseudonimul de „Natasza Borodin” și-a anunțat prima nuvelă. 1989 este anul publicării primei sale cărți, o colecție de poezie intitulată Miasta w lustrach (Orașul în oglinzi). Romanul ei de debut, Podróż ludzi księgi (Călătoria oamenilor cărților), a fost publicat în 1993. Cartea a câștigat premiul Asociației Poloneze a Editorilor de Carte.
Următorul roman EE (1996) poartă în titlu inițialele eroinei sale, o tânără pe nume „Erna Eltzner”, care crește într-o familie burgheză germano-poloneză din Breslau în anii de dinainte de război și a dezvoltat abilități supraumane.
În 1996 a apărut al doilea roman al autoarei, E.E. Romanul poartă în titlu inițialele eroinei sale, o tânără pe nume „Erna Eltzner”. Cartea povestește maturizarea unei fete care dintr-odată dobândește capabilități paranormale dar, pe care în mod egal și subit le pierde.
Cel de-al treilea roman al lui Tokarcuk Prawiek i inne czasy (Străveacul și alte vremuri) este cel mai mare succes de până acum pe care Tokarczuk l-a editat în 1996.
Anul 1998 a adus colecția celor 3 povești intitulate „Dulapul”, dar și nuvela următoare Dom dzienny, dom nocny (Casa de zi, casa de noapte). Această a doua operă a fost nominalizată la prestigiosul premiu NIKE.
De asemenea colecția celor 19 povești Gra na wielu bębenkach (Cântat la mai multe tobe) a apărut în 2001. În 2004 au apărut Ostatnie historie (Ultimele povestiri). Această carte atinge cele mai multe probleme universale pentru om și se compune din 3 povești separate, arătate în timpuri și circumstanțe independente de sine.
În prima jumătate a lunii octombrie 2007 a apărut romanul Bieguni (Rătăcitorii). Tokarczuk a lucrat la el 3 ani. Amintește ca majoritatea notițelor au fost făcute în timpul călătoriei. Dar nu este o carte despre călătorii. Nu se găsesc în ea descrieri de monumente și locuri. Nu este niciun ghid de călătorii, și nici reportaj. Am vrut mai degrabă să revizui ce înseamnă să călătorești, să te miști, să te muți. „Care este sensul? Ce ne dă nouă? Ce înseamnă asta?”- scrie in introducere autoarea. Cum vorbește singură Tokarczuk, scrierea poveștii este pentru mine adusă la maturitate prin povestea însăși a aceeași fabule. La fel cum fac copiii până să înceapă. Mă folosesc prin asta de limba de lângă granița visului, a trezirii, descriu și gândesc.  În ziua de 5 octombrie 2008 a obținut Premiul Literar NIKE pentru romanul „Rătăcitorii”. De asemenea a câștigat  și Premiul Cititorilor. 
În 2010 Olga Tokarczuk a fost desemnată cu Medalia de argint pentru Meritul Culturii „Gloria Artis”. Poezia „Bardo” este compusă. Leagănul care cuprinde descrierea leagănului mișcător din mănăstirea „Redemptorysta” din Voievodatul Śląski. Este și cetățean de onoare a acestui oraș. Printre alții se inspiră printre alții din Carl Gustav Jung. Îi citește cu plăcere pe Antoni Cehov, Thomas Mann, Nikolaj Gogol, povestirile fantastice ale lui Edgan Allan Poe.

## Premii
- 1997: Premiul publicului Nike ca prim laureat pentru Prawiek i inne czasy
- 1999: Premiul publicului Nike pentru Dom dzienny, dom nocny
- 2002: Premiul publicului Nike pentru Gra na wielu bębenkach
- 2002: Premiul Brücke Berlin Literatur- und Übersetzerpreis
- 2003: Premiul Culturii Silezia din statul Saxonia Inferioară (Kulturpreis Schlesien des Landes Niedersachsen)
- 2008: Premiul Samuel Bogumil Linde, împreună cu Ingo Schulze
- 2008: Premiul Nike principal și public pentru Bieguni
- 2012: Premiul literaturii Usedomer
- 2015: Premiul Nike și premiul publicul Księgi Jakubowe
- 2015: Premiul cărții Görlitz
- 2018: International Booker Prize, împreună cu traducătoarea Jennifer Croft, pentru Bieguni/Flights
- 2018: Premiul literaturii Jan Michalski pentru Les livres de Jakób
- 2019: Premiul Nobel pentru Literatură (retroactiv pentru anul 2018)

## Opere
- Miasto w lustrach (Orașul în oglinzi, poezii), în ziarul Okolice Nr. 10/1989.
- Podróż ludzi Księgi (Călătoria oamenilor Cărții), 1993.
- E.E., 1995.
- Prawiek i inne czasy (Străveacul și alte vremuri), 1996.
- Szafa (Dulapul), povestiri, 1997.
- Dom dzienny, dom nocny (Casă de zi, casă de noapte), proză, 1998.
- Povestiri vigilente, împreună cu Jerzy Pilche și Andrzej Stasiuk, 2000
- Lalka i Perła (Păpușa și perla), eseu, 2000.
- Gra na wielu bębenkach (Cântând la mai multe tobe), povestiri, 2001.
- Opowiadania zimowe, 2003.
- Ostatnie historie (Ultimele povestiri), 2004.
- Anna In w grobowcach świata (Anna în catacombele lumii), 2006
- Bieguni (Rătăcitorii), 2008
- Prowadź swój pług przez kości umarłych Poartă-ți plugul peste oasele morților, roman de mister, 2009
- Moment niedźwiedzia (Momentul ursului, eseuri precedate de introducerea lui King Dunin), 2012
- Księgi Jakubowe, 2014, roman istoric despre Jakob Joseph Frank
- Empuzjon, 2022

## Prezența în România și opere traduse în limba română
În octombrie 2017, Olga Tokarczuk este prezentă la Iași, în cadrul Festivalului Internațional de Literatură și Traducere (FILIT).
- Străveacul și alte vremi, editura Literatură universală, traducere de Olga Zaicik, 2002, ISBN 973-681-008-9
- Călătoria oamenilor cărții, editura Polirom, traducere de Constantin Geambasu, 2001, ISBN 973-683-780-7
- Călătoria oamenilor cărții, editura Polirom, traducere de Constantin Geambasu, 2018, ISBN 978-973-46-7577-7
- Rătăcitorii, editura Polirom, traducere de Cristina Godun, 2018, ISBN 9789734675258
- Ultimele povestiri, editura Polirom, traducere de Cristina Godun, 2018, ISBN 978-973-46-7676-7
- Poartă-ți plugul peste oasele morților, editura Polirom, traducere de Cristina Godun, 2019, ISBN 9789734679379

Delia Muntean, Călătorind prin vremi cu Olga Tokarczuk / Wandering through times with Olga Tokarczuk, traducere în limba engleză de Zorin Diaconescu, Editura Mega, Cluj-Napoca, 2020, ISBN 978-606-020-227-1